# المتحف الفنلندي للتاريخ الطبيعي
.

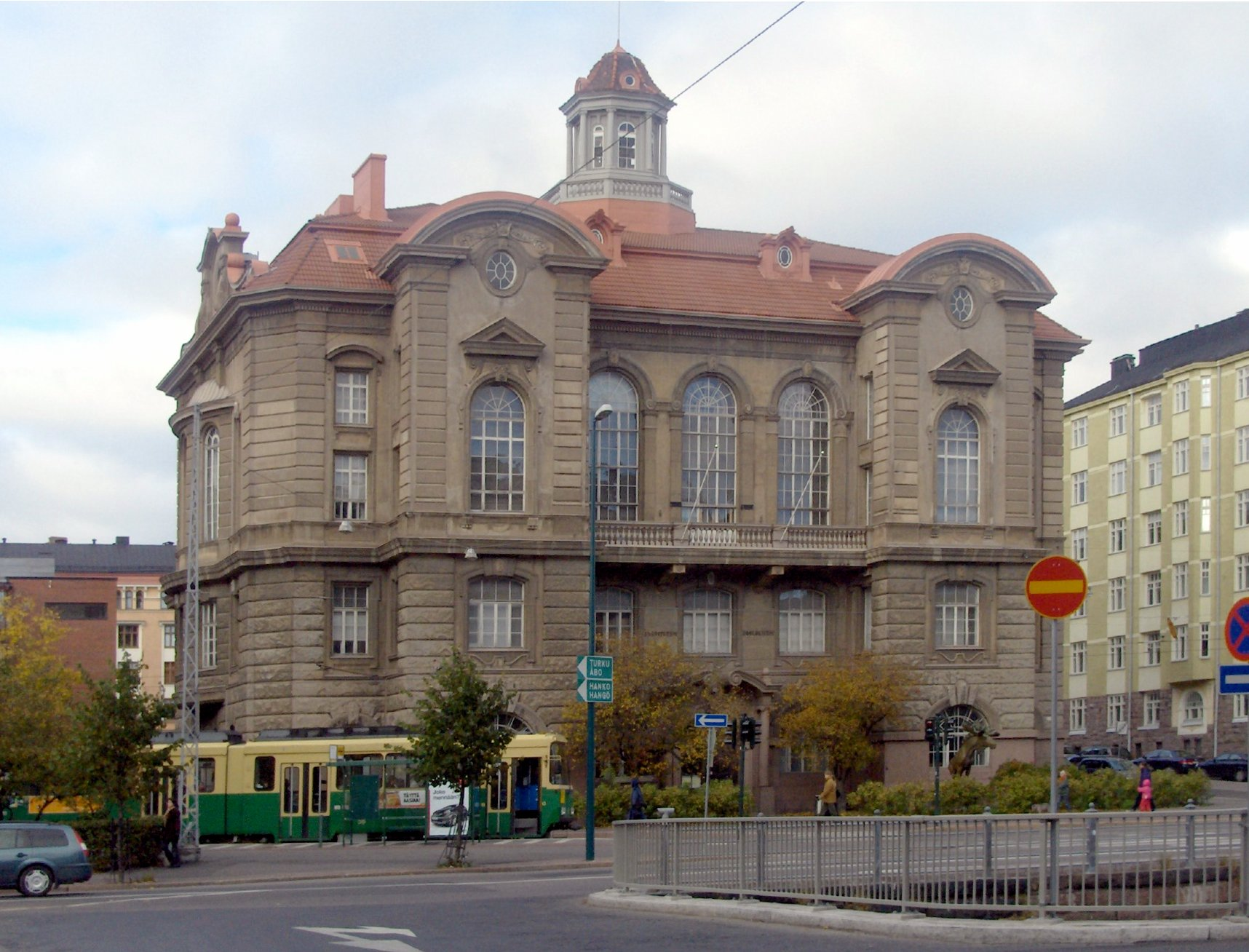
المبنى التاريخي للمتحف في هلسنكي

المتحف الفنلندي للتاريخ الطبيعي (فنلندية:Luonnontieteellinen keskusmuseo، سويدية: Naturhistoriska centralmuseet) تأسس عام 1988، مؤسسة بحثية تابعة لجامعة هلسنكي في فنلندا، وهو مسئول عن المجموعات النباتية والحيوانية والجيولوجية والحفرية القومية، والتي تتألف من عينات من مختلف أنحاء العالم. بهدف خدمة أغراض علمية وإعلامية وتثقيفية عالمية.

## وصلات خارجية
- موقع المتحف الفنلندي للتاريخ الطبيعي.
- أشياء متعلقة بالمتحف على ويكيميديا كومنز.